# 47 Andromedae
47 Andromedae (47 And), som är stjärnans Flamsteedbeteckning, är en dubbelstjärna belägen i den mellersta delen av stjärnbilden Andromeda. Den har en kombinerad skenbar magnitud på ca 5,60 och är svagt synlig för blotta ögat där ljusföroreningar ej förekommer. Baserat på parallaxmätning inom Hipparcosuppdraget på ca 15,7 mas, beräknas den befinna sig på ett avstånd på ca 208 ljusår (ca 64 parsek) från solen. Stjärnan rör sig bort från solen med en heliocentrisk radiell hastighet av ca 13,3 km/s.

## Egenskaper
Primärstjärnan 47 Andromedae A är en gul till vit stjärna i huvudserien av kombinerad spektralklass A1m. Den har en radie som är ca 1,9 gånger större än solens och utsänder ca 9 gånger mera energi än solen från dess fotosfär vid en effektiv temperatur på ca 6 900 K.
Karaktären av dubbelstjärna hos 47 Andromedae  upptäcktes av J. S. Plaskett och R. K. Young 1919. Den är en dubbelsidig spektroskopisk dubbelstjärna med en omloppsperiod på 35,4 dygn och en excentricitet på 0,65. Komponenterna verkar vara nästan identiska Am-stjärnor med en magnitudskillnad på 0,05.